# 蔡南海
蔡南海（英語：Nam-Hai Chua，1944年4月8日—），新加坡植物分子生物学家，祖籍福建南安，美国洛克菲勒大学终身教授。

## 生平
1944年出生新加坡，祖父蔡多华曾任新加坡南洋孔教会会长。他曾就读于公教中学与新加坡大学，1965年前往美国哈佛大学留学，成为首位进入哈佛大学读理科的新加坡学生。1967年、1969年先后获哈佛大学硕士与博士学位。1971年前往洛克菲勒大学作博士后研究，1973年起历任助理教授、副教授、教授、安德鲁·W·梅隆讲座教授、植物分子生物学实验室主任等职。1987年参与创建新加坡分子与生物细胞研究院（Institute of Molecular and Cell Biology），1999年又促成了新加坡分子农业生物学院（Institute of Molecular Agrobiology）的成立。

## 荣誉
他曾先后当选英国皇家学会院士（1988年）、中央研究院院士（1988年）、日本生化学院荣誉院士（1988年）、中国科学院外籍院士（2006年）等。2005年获国际生物学奖（International Prize for Biology），2007年被聘为中国科学院爱因斯坦讲席教授。